# IC 3394
IC 3394 ist eine linsenförmige Galaxie vom Hubble-Typ S0/a? im Sternbild Coma Berenices am Nordsternhimmel. Sie ist schätzungsweise 842 Millionen Lichtjahre von der Milchstraße entfernt.
Das Objekt wurde am 23. März 1903 vom deutschen Astronomen Max Wolf entdeckt.